# Segona Guerra Anglomaratha
La Segona Guerra Anglomaratha (1803-1805) fou el segon conflicte entre la British East India Company i l'Imperi Maratha de l'Índia.

## Rerefons
L'ambició general de Raghunathrao, peshwa del pare de Baji Rao II, i la pròpia incompetència d'aquest des que va entrar en la seva herència, havien causat un gran nombre d'intrigues intestines dins de la Confederació Maratha; el peshwa Baji Rao II ja no ordenava la deferència que els seus predecessors tenien.
A l'octubre de 1802, el peshwa Baji Rao II va ser derrotat per Jaswant I Rao Holkar, governant d'Indore, a la batalla de Poona. Va fugir a la protecció britànica, i al desembre del mateix any va concloure el Tractat de Bassein amb la British East India Company, en què cedia territori per al manteniment d'una força subsidiària i acordava no tractar amb cap altre poder. Els britànics també va haver de comprovar la influència francesa a l'Índia.
Després de la derrota de Mysore, desaparegut l'últim centre de resistència a l'expansió britànica al sud de l'Índia, el Governador General Richard Wellesley, germà de Lord Arthur Wellesley, estableix la tasca de soscavar el poder dels marathes, atès que eren l'única gran potència que romania fora del control britànic.
L'Imperi Maratha en aquest moment consistia en una confederació de cinc caps principals: el Peshwa a Poona, els Gaikwar a Baroda, els Scindia de Gwalior, els Holkar d'Indore, i els Bhonsle de Nagpur Els caps maratha es dedicaven a picabaralles internes entre ells mateixos. Wellesley havia ofert repetidament un tractat subsidiari al Peshwa i als Scindia però Nana Fadnavis s'hi negà fermament. No obstant això, en 1802, quan Holkar derrotà els exèrcits combinats de Peshwa i Scindia, el peshwa Baji Rao II va signar el tractat subsidiari a Bassein el 1802.

## Guerra
Aquest acte per part del peshwa, el seu senyor nominal, horroritzà i disgustà els caps maratha; en particular, els Scindia, governants de Gwalior, i els Bhonsle, governants de Nagpur i Berar es van negar a reconèixer el protectorat britànic.
El setembre del 1803, forces dels Scindia van perdre enfront de Gerard Lake a Delhi i Lord Arthur Wellesley  a Assaye. L'artilleria britànica va atacar antigues ruïnes antigues utilitzades per les forces dels Scindia com a bases d'operacions d'avançada, la qual cosa erosionà el seu control. Uns mesos després, al novembre, Lake va derrotar una altra força dels Scindia a Laswari, la qual cosa fou seguida per la victòria de Wellesley sobre les forces Bhonsle a Angaon (ara Adgaon) el 29 novembre de 1803. Els Holkar governants d'Indore tardanament es va unir a la refrega i obligaren els britànics a fer les paus. Wellesley, que hauria de derrotar Napoleó a Waterloo, va comentar posteriorment que Assaye fou més dura que Waterloo.

## Conclusió
El 17 de desembre de 1803, Raghuji II de Nagpur va signar el Tractat de Deogaon a Odisha amb els britànics després de la Batalla de Argaon i va lliurar la  província de Cuttack (que incloïa Mughalbandi / la part costanera d'Odisha, Garjat / els estats principescos d'Odisha, el port de Balasore, parts del districte de Bengala Occidental de Midnapore).
El 30 de desembre de 1803, Daulat Rao Scindia signà el Tractat de Surji-Anjangaon amb els britànics després de la batalla d'Assaye i la batalla de Laswari i cedí al Rohtak britànic, Gurgaon, Ganges-Jumna Doab, la regió de Delhi-Agra, parts de Bundelkhand, Broach, alguns districtes del Gujarat, i el fort d'Ahmednagar.
Jaswant I Rao Holkar, però va començar les hostilitats amb els britànics per assegurar-se l'aliança del Raja de Bharatpur. Pel Tractat de Rajghat el 24 de desembre de 1805, Holkar va tornar la majoria dels seus territoris. Els maharajàs Holkar van retenir el control i el senyoriu sobre gran part del Rajasthan